# 히야흐
히야흐(러시아어: Хиях)는 러시아 다게스탄 공화국 루툴스키군에 위치한 셀로(Cело)이다. 인구는 2010년 기준 56명이며, 이는 1989년(45명)과 2002년(51명)의 기록보다 증가한 수치이다. 거리 1개가 위치해 있다.

## 지리
히야흐는 사무르강 강변에 위치하며, 루툴스키군의 중심지인 루툴에서 북서쪽으로 34km 떨어져 있다. 차후르와 겔메츠가 가장 가까운 정착촌이다.

## 민족
인근의 도시인 겔메츠와 마찬가지로 차후르인이 거주한다.